# Giro del Veneto 2023
Il Giro del Veneto 2023, ottantaseiesima edizione della corsa e valida come cinquantacinquesima prova dell'UCI ProSeries 2023 categoria 1.Pro, si svolse l'11 ottobre 2023 su un percorso di 170,1 km, con partenza da Tombolo e arrivo a Vicenza, in Italia. La vittoria fu appannaggio del francese Dorian Godon, il quale completò il percorso in 3h43'05", alla media di 45,755 km/h, precedendo il norvegese Tobias Halland Johannessen e il belga Florian Vermeersch.
Sul traguardo di Vicenza 75 ciclisti, dei 130 partiti da Tombolo, hanno portato a termine la competizione.

## Squadre e corridori partecipanti
| N.    | Cod. | Squadra                           |
| ----- | ---- | --------------------------------- |
| 1-7   | UAD  | UAE Team Emirates                 |
| 11-17 | ACT  | AG2R Citroën Team                 |
| 21-27 | ADC  | Alpecin-Deceuninck                |
| 31-37 | AQT  | Astana Qazaqstan Team             |
| 41-46 | LTK  | Lidl-Trek                         |
| 51-57 | ARK  | Team Arkéa-Samsic                 |
| 61-67 | JAY  | Team Jayco AlUla                  |
| 71-77 | EOK  | Eolo-Kometa Cycling Team          |
| 81-87 | GBF  | Green Project-BardianiCSF-Faizanè |
| 91-97 | LTD  | Lotto Dstny                       |

| N.      | Cod. | Squadra                            |
| ------- | ---- | ---------------------------------- |
| 101-107 | IPT  | Israel-Premier Tech                |
| 111-117 | Q36  | Q36.5 Pro Cycling Team             |
| 121-127 | TUD  | Tudor Pro Cycling Team             |
| 131-137 | UXT  | Uno-X Pro Cycling Team             |
| 141-147 | GSS  | GW Shimano-Sidermec                |
| 151-156 | PBS  | Maloja Pushbikers                  |
| 161-167 | BIE  | Biesse-Carrera                     |
| 171-177 | GEF  | General Store-Essegibi-F.lli Curia |
| 181-187 | MGK  | MG.K Vis Colors for Peace          |
| 191-197 | IWD  | Work Service-Vitalcare-Dynatek     |

## Ordine d'arrivo (Top 10)
| Pos. | Corridore           | Squadra | Tempo    |
| ---- | ------------------- | ------- | -------- |
| 1    | Dorian Godon        | AG2R    | 3h43'05" |
| 2    | T. H. Johannessen   | Uno-X   | s.t.     |
| 3    | Florian Vermeersch  | Lotto   | s.t.     |
| 4    | Corbin Strong       | Israel  | s.t.     |
| 5    | Marc Hirschi        | UAE     | s.t.     |
| 6    | Luca Mozzato        | Arkéa   | s.t.     |
| 7    | Samuele Battistella | Astana  | a 3"     |
| 8    | Matis Louvel        | Arkéa   | s.t.     |
| 9    | Andreas Kron        | Lotto   | s.t.     |
| 10   | Gianluca Brambilla  | Q36.5   | s.t.     |